# 통문
통문(通文, 936년 3월 ~ 939년 윤 7월)은 민나라(閩) 강종(康宗) 왕창(王昶)의 연호이다. 3년 4개월 가량 사용하였다. 강종(康宗)이 살해 된 후에 경종(景宗)이 영륭으로 개원할 때까지 사용하였다.

## 개원
- 영화(永和) 2년(936년) 3월에 연호를 통문(通文)으로 개원함.[1][2][3]

- 통문(通文) 4년(939년) 윤 7월에 연호를 영륭(永隆)으로 개원함.[4][5][3]

## 연대 대조표
| 통문        | 원년            | 2년             | 3년             | 4년        |
| 서기(西紀)  | 936년           | 937년           | 938년           | 939년      |
| 간지(干支)  | 병신(丙申)      | 정유(丁酉)      | 무술(戊戌)      | 기해(己亥) |
| 후당(後唐)  | 청태(淸泰) 3년  | -               | -               | -          |
| 후진(後晉)  | 천복(天福) 원년 | 2년             | 3년             | 4년        |
| 남한 (南漢) | 대유(大有) 9년  | 10년            | 11년            | 12년       |
| 양오(楊吳)  | 천조(天祚) 2년  | 3년             | -               | -          |
| 후촉(後蜀)  | 명덕(明德) 3년  | 4년             | 광정(廣政) 원년 | 2년        |
| 남당(南唐)  | -               | 승원(昇元) 원년 | 2년             | 3년        |

## 참고 자료
- 중국의 연호 목록